# Dyskografia Amerie
Artykuł przedstawia całkowitą dyskografię amerykańskiej wokalistki R&B Amerie. Artystka w sumie wydała cztery albumy studyjne, trzynaście singli oraz trzynaście teledysków dzięki wytwórni Sony BMG Music.

## Albumy studyjne
| Rok  | Informacje                                                                                           | Pozycje na listach | Pozycje na listach | Pozycje na listach | Pozycje na listach | Pozycje na listach | Sprzedaż i certyfikaty                             |
| Rok  | Informacje                                                                                           | US                 | US R&B             | UK                 | JAP                | FRA                | Sprzedaż i certyfikaty                             |
| ---- | --- | ------------------ | ------------------ | ------------------ | ------------------ | ------------------ | -------------------------------------------------- |
| 2002 | All I Have - Pierwszy album studyjny - Wydany: 30 lipca 2002 - Formaty: CD                           | 9                  | 2                  | –                  | 181                | –                  | - Certyfikat RIAA: Złoto - Sprzedaż US: 657.000    |
| 2005 | Touch - Drugi album studyjny - Wydany: 26 kwietnia 2006 - Formaty: CD                                | 5                  | 3                  | 28                 | 13                 | 59                 | - RIAA: Złoto - Sprzedaż US: 404.000 - BPI: Srebro |
| 2007 | Because I Love It - Trzeci album studyjny - Wydany: 28 kwietnia 2007 - Formaty: CD, digital download | –                  | –                  | 17                 | 13                 | 159                | - BPI: Srebro                                      |
| 2009 | In Love & War - Czwarty album studyjny - Wydany: 3 listopada 2009 - Formaty: CD, digital download    | 46                 | 3                  | –                  | 89                 | –                  |                                                    |

## Single
| 2002                                                                                             | „Why Don’t We Fall in Love” (featuring Ludacris)                     | 23 | 9      | 40 | –   | 75  | –   | –   | –   | –   | All I Have                   |
| 2003                                                                                             | „Talkin’ To Me”                                                      | 51 | 18     | –  | –   | –   | –   | –   | –   | –   | All I Have                   |
| 2003                                                                                             | „I’m Coming Out”                                                     | –  | –      | –  | –   | 65  | –   | –   | –   | –   | Pokojówka na Manhattanie OST |
| 2005                                                                                             | „1 Thing”                                                            | 8  | 1      | 4  | 35  | 10  | 35  | 10  | 30  | 5   | Touch                        |
| 2005                                                                                             | „Touch”                                                              | –  | 95     | 20 | –   | 35  | –   | –   | –   | –   | Touch                        |
| 2005                                                                                             | „Talkin’ About”                                                      | –  | 102    | –  | –   | –   | –   | –   | –   | –   | Touch                        |
| 2006                                                                                             | „Take Control”                                                       | –  | 65     | 10 | 65  | –   | 50  | 20  | –   | 25  | Because I Love It            |
| 2007                                                                                             | „Gotta Work”                                                         | –  | –      | 20 | –   | –   | –   | –   | –   | –   | Because I Love It            |
| 2009                                                                                             | „Why R U?”                                                           | –  | 55     | –  | –   | –   | –   | –   | –   | –   | In Love & War                |
| 2009                                                                                             | „Heard 'Em All”                                                      | –  | 81     | –  | –   | –   | –   | –   | –   | –   | In Love & War                |
| 2009                                                                                             | „More Than Love” (featuring Fabolous)                                | –  | –      | –  | –   | –   | –   | –   | –   | –   | In Love & War                |
| Gościnnie                                                                                        |                                                                      |    |        |    |     |     |     |     |     |     |                              |
| 2003                                                                                             | „Paradise” (LL Cool J featuring Amerie)                              | 36 | 14     | 18 | –   | 28  | –   | –   | –   | –   | 10                           |
| 2003                                                                                             | „Too Much for Me” (DJ Kayslay ft. Nas, Foxy Brown, Birdman & Amerie) | –  | 53     | –  | –   | –   | –   | –   | –   | –   | Streetsweeper Vol. 1         |
| 2005                                                                                             | „I Don’t Care” (Ricky Martin feat. Fat Joe & Amerie)                 | 65 | –      | 11 | 21  | 25  | 16  | –   | 31  | 20  | Life                         |
| 2007                                                                                             | „Fly like Me” (Chingy featuring Amerie)                              | 89 | 40     | –  | –   | –   | –   | –   | –   | –   | Hate It or Love It           |
|                                                                                                  |                                                                      | US | US R&B | UK | GER | AUS | FRA | NOR | SWE | IRL |                              |
|                                                                                                  | Single numer jeden                                                   | –  | 1      | –  | –   | –   | –   | –   | –   | –   |                              |
|                                                                                                  | Single w Top 10                                                      | 1  | 2      | 2  | –   | 1   | –   | 1   | –   | 1   |                              |
|                                                                                                  | Single w Top 40                                                      | 3  | 5      | 7  | 2   | 4   | 2   | 2   | 2   | 3   |                              |
| „–” oznacza, iż singel się ukazał, lecz nie zajął pozycji w notowaniu bądź nigdy się nie ukazał. |                                                                      |    |        |    |     |     |     |     |     |     |                              |

## Pozostałe utwory
| Rok  | Utwór                                                                | Album                 |
| ---- | -------------------------------------------------------------------- | --------------------- |
| 2001 | „Rule” (Nas featuring Amerie)                                        | Stillmatic            |
| 2003 | „Paradise” (LL Cool J featuring Amerie)                              | 10                    |
| 2003 | „To My Mama” (Bow Wow featuring Amerie)                              | Unleashed             |
| 2003 | "Too Much for Me" (DJ Kayslay ft. Nas, Foxy Brown, Birdman & Amerie) | Streetsweeper Vol. 1  |
| 2005 | „I Don’t Care” (Ricky Martin feat. Fat Joe & Amerie)                 | Life                  |
| 2007 | „Fly like Me” (Chingy featuring Amerie)                              | Hate It or Love It    |
| 2008 | „Get Your Number” (Yung Berg featuring Amerie)                       | Look What You Made Me |

## Teledyski
| Rok  | Utwór                       | Album                        | Reżyser         |
| ---- | --------------------------- | ---------------------------- | --------------- |
| 2002 | „Why Don’t We Fall in Love” | All I Have                   | Benny Boom      |
| 2003 | „Talkin’ To Me”             | All I Have                   | Dave Meyers     |
| 2003 | „I’m Coming Out”            | Pokojówka na Manhattanie OST | Antti Jokinen   |
| 2005 | „1 Thing”                   | Touch                        | Chris Robinson  |
| 2005 | "Touch”                     | Touch                        | Chris Robinson  |
| 2006 | „Take Control”              | Because I Love It            | Scott Franklin  |
| 2007 | „Gotta Work”                | Because I Love It            | Scott Franklin  |
| 2009 | „Why R U?”                  | In Love & War                | Ray Kay         |
| 2009 | „Heard 'Em All”             | In Love & War                | Anthony Mandler |
| 2009 | „More Than Love”            | In Love & War                | Taj             |

### Gościnnie
| Rok  | Utwór             | Artysta                                          | Album                | Reżyser                           |
| ---- | ----------------- | ------------------------------------------------ | -------------------- | --------------------------------- |
| 2003 | „Paradise”        | LL Cool J featuring Amerie                       | 10                   | Benny Boom                        |
| 2003 | „Too Much for Me” | DJ Kayslay ft. Nas, Foxy Brown, Birdman & Amerie | Streetsweeper Vol. 1 | Kevin DeFreitas                   |
| 2005 | „Protége Toi”     | Protection Rapprochée                            | Singel charytatywny  | Karim Ouaret & Jonathan Bensimhon |
| 2005 | „I Don’t Care”    | Ricky Martin feat. Fat Joe & Amerie              | Life                 | Diane Martel                      |
| 2008 | „Fly like Me”     | Chingy featuring Amerie                          | Hate It or Love It   | Jessy Terrero                     |